# Том Хупър
Том Хупър (на английски: Tom Hooper) е британско-австралийски режисьор. 

## Биография
Том Хупър е роден на 5 октомври 1972 година в Лондон, Великобритания. Той е син на Мередит Джийн (Руни) и Ричард Хупър.  Мередит е австралийски писател и академик, а Ричард е английски медиен бизнесмен. Хупър получава образованието си в „Highgate School“ и „Westminster School“.  Първоначалният му интерес към драмата е провокиран от неговия учител по английски и драма в Хайгейт, бившият актьор от „Royal Shakespeare Company“ Роджър Мортимър, който продуцира годишната училищна пиеса. 
На 12-годишна възраст Хупър прочита книга, озаглавена „Как да правим филми и телевизия“ и решава, че иска да стане режисьор.  През следващата година изследва създаването на филми от публикации като „On Camera“ от Харис Уотс.  На 13 години той прави първия си филм, озаглавен „Runaway Dog“, използвайки 16 mm Bolex камера с часовников механизъм, получена от чичо му.  Хупър класифицира късометражния филм за куче, което продължава да бяга от собственика си, като комедия и го заснема на място в Оксфордшир. 
Когато е на 14 години, неговият филм „Bomber Jacket“ е подгласник в конкурса на BBC за млади режисьори. Друг от късометражните филми на Хупър, озаглавен „Countryside“ описва ядрен холокост. 

### Кариера
Том Хупър започва да прави късометражни филми като тийнейджър, първия му професионален късометражен филм „Painted Faces“, излъчен по Channel 4 през 1992 г. В Оксфордския университет той режисира пиеси и телевизионни реклами. След дипломирането си режисира епизоди на „Кей“, „Байкър Гроув“, „EastEnders“ и „Студени крака“ по британската телевизия. През 2000-те Хупър режисира големите костюмни драми на Би Би Си „Любов в студен климат“ (2001) и „Даниел Деронда“ (2002), както и възобновяването на сериала на Ай Ти Ви за „Главният заподозрян“ през 2003 г. с участието на Хелън Мирън. Хупър дебютира в игрален филм с Червен прах (2004), британска драма с Хилари Суонк и Чуетел Еджиофор, преди отново да режисира Хелън Мирън в историческата драма на Company Pictures/HBO Films „Елизабет I“ (2005). Той продължава да работи за HBO по телевизионния филм „Лонгфорд“ (2006), и по „Джон Адамс“ (2008), сериал от седем части за живота на американския президент. Хупър се завръща към филмите с „Проклетият Лийдс Юнайтед“ (2009), филм базиран на факти за английския футболен мениджър Брайън Клъф (изигран от Майкъл Шийн). На следващата година излиза историческата драма „Речта на краля“ (2010), с участието на Колин Фърт и Джефри Ръш, който е посрещната с одобрение от критиката. Следващият филм на Хупър е „Клетниците“ (2012), който включва звезден актьорски състав, воден от Хю Джакман. Неговият филм от 2015 г. „Момичето от Дания“, е номиниран за наградата БАФТА за най-добър британски филм. По-късно Хупър режисира два епизода на „Неговите тъмни материали“ и екшън адаптация на мюзикъла „Котките“, за който печели две награди „Златна малинка“ за най-лош режисьор и най-лош сценарий.
Работата на Хупър е номинирана за награда Еми за изключителна режисура за „Главният заподозрян“ и „Джон Адамс“, за „Елизабет I“ спечели една и е номинирана за наградата TV Craft на Британската академия (BAFTA) за най-добър режисьор за „Лонгфорд“. „Речта на краля“ печели множество награди, включително победи за „Оскар“ за най-добър режисьор за Хупър от Гилдията на режисьорите на Америка и наградите на Академията  и номинация за най-добър режисьор от БАФТА.

## Филмография
| Година | Филм                     | Оригинално заглавие |
| ------ | ------------------------ | ------------------- |
| 2009   | Проклетият Лийдс Юнайтед | The Damned United   |
| 2010   | Речта на краля           | The King's Speech   |
| 2012   | Клетниците               | Les Misérables      |
| 2015   | Момичето от Дания        | The Danish Girl     |
| 2019   | Котките                  | Cats                |